# Enzkreis
Enzkreis är ett distrikt (Landkreis) i det tyska förbundslandet Baden-Württemberg. Distriktet är uppkallat efter floden Enz som flyter genom området. Administrationen är belägen i Pforzheim men själva staden är distriktfri.
1. ↑  hämtat från: italienskspråkiga Wikipedia.[källa från Wikidata]
2. ↑  hämtat från: tyskspråkiga Wikipedia.[källa från Wikidata]